# François Menrad
François Menrad, död omkring 1786 i Sverige, var en fransk ornamentbildhuggare verksam i Sverige från 1735.
Menrad kontrakterades 1734 i Paris för arbeten på Stockholms slott. Enligt slottsräkenskaperna arbetade han med de två riksvapen som monterades i slottskyrkan 1746 och med ornerade fönsterpaneler i förmaket mellan kungen och drottningens rum. I drottningens sängkammare slutförde han skulpteringen av dörröverstyckena samt tillsammans med Caillon de båda åttakantiga kabinetten där han på nischerna skar in osymmetriska musslor, luftiga blommor och sirliga band. Menrad arbetade huvudsakligen i ek och skar ut sina föremål efter modeller i lera som de franska ornamentisterna tillverkade efter utkast från Carl Hårleman. 